# Pseudomops aurantiacus
Pseudomops aurantiacus är en kackerlacksart som först beskrevs av Henri de Saussure och Leo Zehntner 1893.  Pseudomops aurantiacus ingår i släktet Pseudomops och familjen småkackerlackor.
Artens utbredningsområde är Panama. Inga underarter finns listade i Catalogue of Life.